# Nicosias internationella flygplats
Nicosias internationella flygplats (grekiska: Διεθνές Αεροδρόμιο Λευκωσίας, turkiska: Lefkoşa Uluslararası Havaalanı) (IATA: NIC, ICAO: LCNC) är en i stort sett nedlagd flygplats belägen väster om huvudstaden Nicosia på Cypern. Nicosia var den huvudsakliga flygplatsen på Cypern från sin ursprungliga konstruktion på 1930-talet som brittiska Royal Air Force flygbas RAF Nicosia fram till den turkiska invasionen av Cypern 1974.
Med den vapenvila som undertecknades den 16 augusti 1974 blev Nicosia flygplats en del av den FN-kontrollerade buffertzonen som skiljer de två folkgrupperna på ön och den har varit obrukbar som en fullt fungerande flygplats sedan dess.
Aktiva FN-helikoptrar är dock baserade på platsen, det är högkvarter för FN:s fredsbevarande styrkor på Cypern (UNFICYP) och den används som en plats för interkommunala fredssamtal. Den är också platsen för ett antal rekreationsmöjligheter för FN-personal.
Efter stängningen av Nicosia flygplats öppnades en ny flygplats, Larnacas internationella flygplats (LCA), i söder 1975 och i norr Ercans internationella flygplats (ECN) öppnades 2004. Både på före detta RAF-flygfält. Pafos internationella flygplats (PFO) öppnades i söder 1983.
Det har funnits planer på att åter öppna Nicosia flygplats under FN-kontroll men hittills har varken den grekiska eller turkcypriotiska sidan drivit vidare det alternativet.[källa behövs]
NIC-plattformen, implementerad av Cyprus Institute i samarbete med UNFICYP, och släpptes i augusti 2022, inkluderar en fullständig virtuell rundtur i alla tillgängliga områden på huvudterminalen, kontrolltornet, hangaren och de tre planen som sitter i flygplatsens lokaler. Dessutom har NIC-plattformen en samling historiska bilder och videor som syftar till att öppna ett fönster till de dagar då flygplatsen var i full drift och besöktes av många semesterfirare.